# Scott Morrison
Scott John Morrison (født 13. maj 1968) er en australsk politiker, der var den 30. premierminister i Australien og leder af Liberal Party of Australia. Han har været medlem af Repræsentanternes Hus siden 2007 valgt i Division of Cook i New South Wales.
Morrison blev født i Sydney og læste økonomisk geografi ved University of New South Wales. Efter endt uddannelse arbejdede han primært indenfor turistbranchen, hvor han bl.a. blev direktør for The New Zealand Office of Tourism and Sport fra 1998 til 2000 og senere administrerende direktør for den australske turistorganisation Tourism Australia fra 2004 til 2006. 
Efter betydelig uro internt i Liberal Party i august 2018, hvorunder medlemmer af partiet ønskede partiets leder og premierminister for Australien, Malcolm Turnbull afsat, stillede Morrison op som kandidat til posten som partiformand og dermed premierminister. Ved en afstemning i partiet den 24. august 2018 blev Morrison valgt som leder af The Liberal Party og overtog dermed også premierministerposten.

Ved Morrisons første parlamentsvalg som premierminister i 2019 opnåede The Coalition at vinde en overraskede valgsejr og Morrison kunne fortsætte som premierminister. Ved valget den 21. maj 2022 led partiet imidlertid valgnederlag til Labor Party, og Morrison måtte gå af. 

## Eksterne links
- X-bruger: @ScottMorrisonMP
- Profil på Parliament of Australia officielle website